# Бугенвил (остров)
Вижте пояснителната страница за други значения на Бугенвил.
Бугенвил (на английски: Bougainville Island) е вулканичен остров в югозападната част на Тихия океан, владение на Папуа-Нова Гвинея и съставлява част от Автономния регион Бугенвил. Площта му е 9317,8 km², а населението през 2011 г. 249 358 души. Остров Бугенвил е втория по големина остров на Папуа Нова Гвинея, след остров Нова Британия и най-големия от групата на Соломоновите острови.

## Географска характеристика
Остров Бугенвил се простира на 203 km от северозапад на югоизток, между 5°25′ и 6°53′ ю.ш., а ширината му варира от 0,3 km на север до 64 km на югоизток. Бреговете му са предимно високи, стръмни, на места скалисти. На изток те се мият от водите на Тихия океан, а на запад – от водите на Соломоново море. На югоизток протока Бугенвил (ширина 47 km) го отделя от най-северния остров Шуазьол на република Соломонови острови, а на северозапад протока Бука (ширина 0,3 km) – от остров Бука. Релефът на острова е предимно планински с максимална височина угасналия вулкан Балби (2743 m), издигащ се в северната му част. В централната му част е разположен действащия вулкан Багана (1855 m). Отделни участъци от крайбрежието са заети от тесни и дълги брегови низини. Климатът е горещ и влажен целогодишно. Средните месечни температури са между 25 и 28°С, а годишната сума на валежите е над 2000 mm. Реките са къси, но бурни и пълноводни. Склоновете на планините са покрити с гъсти и влажни екваториални гори. Природата на острова е типична за екваториалните ширини. Срещат се редица животински и растителни ендемити, включително и райска птица. Местното население живее предимно в малки, но многочислени населени места, главно по крайбрежието и се занимава основно с отглеждане на кокосови палми, банани и риболов. Разработват се находища на калай и злато. На източното му крайбрежие е разположено малкото градче Киета, административен център на Автономния регион Бугенвил.

## Историческа справка
остров Бугенвил е открит през юни 1768 г. от френския мореплавател Луи Антоан дьо Бугенвил и е наименуван в негова чест.
Вследствие на колониалната история на земите в Океания островът остава разделен от основната група на Соломоновите острови. Понастоящем населението от папуаси-бугенвили се стреми към независимост на остров Бугенвил от държавата Папуа-Нова Гвинея.
Населението на острова си постави краен срок до 2027 г., за да получи пълна независимост от Папуа Нова Гвинея. Около 97,7% от бугенвилците са гласували за отделяне от Папуа Нова Гвинея и да станат най-младата нация в света на референдум през 2019 г. Анкетата завършва с мирно споразумение от 2001 г., което последва десетилетната война между бугенвилските бунтовници, силите за сигурност на Папуа Нова Гвинея и чуждестранни наемници, при която загиват около 20 000 души. Правителството на Папуа Нова Гвинея прие резултата, въпреки опасенията, че напускането на Бугенвил може да доведе до нарушаване на етнически и езиково разнообразие на страната.